# Jurassic Park Part 2: The Chaos Continues
Pour les articles homonymes, voir Jurassic Park (homonymie).
 (mars 2020).
Si vous disposez d'ouvrages ou d'articles de référence ou si vous connaissez des sites web de qualité traitant du thème abordé ici, merci de compléter l'article en donnant les références utiles à sa vérifiabilité et en les liant à la section « Notes et références ».
Jurassic Park Part 2: The Chaos Continues est un jeu vidéo de plate-forme / action, développé par Ocean Software, sorti sur Super Nintendo et Game Boy en 1994.
C'est une suite directe à Jurassic Park sorti un an plus tôt sur Super Nintendo et n'est pas du tout lié à Le Monde perdu : Jurassic Park qui est le deuxième film.